# BMW N53
BMW N53 — бензиновый двигатель внутреннего сгорания немецкого автоконцерна BMW. Производился с 2007 по 2013 год. Впервые был представлен на BMW E60.
В отличие от BMW N52, двигатель BMW N53 оснащён непосредственной системой впрыска топлива и снижение расхода топлива. Жизненно важной деталью двигателя является каталитический конвертер. Из-за высокого содержания серы двигатель не поставляется в США и Австралию.
Блок двигателя сделан из магниевого сплава.

## Технические характеристики
| Тип      | Объём    | Диаметр × Ход поршня | Мощность при об/мин          | Крутящий момент при об/мин | Красная зона | Год     |
| -------- | -------- | -------------------- | ---------------------------- | -------------------------- | ------------ | ------- |
| N53B25   | 2497 см³ | 82 × 78,8 мм         | 140 кВт (190 л. с.) при 6300 | 235 Н*м при 3500—5000      | 6500 мин−1   | 2007    |
| N53B25UL | 2497 см³ | 82 × 78,8 мм         | 140 кВт (190 л. с.) при 6100 | 240 Н*м при 3500—5000      | 6500 мин−1   | 03.2007 |
| N53B30   | 2996 см³ | 85 × 88 мм           | 150 кВт (204 л. с.) при 6100 | 270 Н*м при 1500—4250      | 7000 мин−1   | 2009    |
| N53B30   | 2996 см³ | 85 × 88 мм           | 160 кВт (218 л. с.) при 6100 | 270 Н*м при 2400—4200      | 7000 мин−1   | 2007    |
| N53B30   | 2996 см³ | 85 × 88 мм           | 190 кВт (258 л. с.) при 6600 | 310 Н*м при 2600—5000      | 7000 мин−1   | 2009    |
| N53B30   | 2996 см³ | 85 × 88 мм           | 200 кВт (272 л. с.) при 6700 | 320 Н*м при 2750—3000      | 7000 мин−1   | 2007    |